# Gottlob Johann Christian Kunth

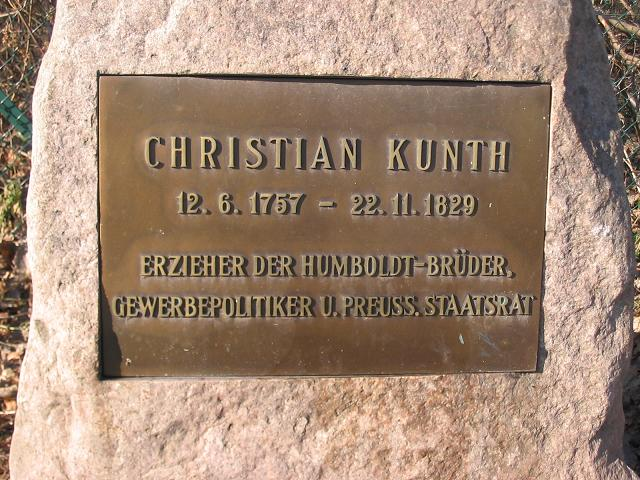
Gedenkstein für Gottlob Johann Christian Kunth an der Zufahrt zum Schloss Tegel.

Gottlob Johann Christian Kunth (* 12. Juni 1757 in Baruth; † 22. November 1829 in Berlin) war ein deutscher Politiker und Pädagoge. Kunth ist heute vor allem als Erzieher und väterlicher Freund der Humboldt-Brüder bekannt.

## Leben
Er war ein Sohn von Johann Siegmund Kunth (1700–1779), Superintendent und Liederdichter, und Friederike Juliane Hausherr (1723–1804). Ab 1772 besuchte er das Pädagogium in Halle und studierte Jura in Leipzig. Seine finanzielle Lage zwang ihn aber, sein Studium 1776 aufzugeben. So kam er 1777 als Hofmeister nach Schloss Tegel, dem Wohnsitz der von Humboldts. Marie-Elisabeth von Humboldt (geborene Colomb) stellte ihn als Erzieher ihrer Söhne Wilhelm und Alexander an, denen er – den Idealen der Aufklärung verpflichtet – Hausunterricht in Mathematik, Deutsch, Latein, Griechisch, Französisch und Geschichte gab und deren Entwicklung er nachhaltig prägte. Ebenso plante und gestaltete er den weiteren Bildungsweg der beiden. So organisierte der Aufklärer auch private Vorlesungen bei Marcus Herz und die Teilnahme an den Literarischen Salons der Henriette Herz im Haus des bekannten Ehepaars.
Als enger Vertrauter des Hausherrn Alexander Georg von Humboldt übernahm er nach dessen frühem Tod 1779 die Gutsverwaltung und Beratung für die Witwe Marie-Elisabeth. Nach deren Tod war er der Testamentsvollstrecker und Vermögensverwalter für die beiden Söhne. Die Anlage des Schlossparks geht auch auf die Pläne Kunths zurück.
Später setzte sich Wilhelm von Humboldt dafür ein, dass Kunth Mitarbeiter beim preußischen Staatsmann und Reformer Freiherr vom Stein wurde.
Innenminister Dohna beantragte im Dezember 1808 beim König die Ernennung des „Geheimen Rath Kunth“ zum Staatsrat in der „Section der Gewerbe-Polizey“ des Innenministeriums. Kunth hat, so die Begründung Dohnas, „in den lezten 15 Jahren zur vollkommenen Zufriedenheit der Staats Minister von Struensee und von Stein die wichtigsten Fabrik-Geschäfte bei dem General-Fabriken-Departement und dem Manufaktur-Collegio bearbeitet.“
1810 rief er die Technische Deputation für Handel und Gewerbe in Berlin ins Leben und wurde deren Direktor. Im gleichen Jahr trat er der Gesetzlosen Gesellschaft zu Berlin bei.
Auf Vorschlag des Ministers Hans Graf von Bülow, Chef im Ministerium des Handels, der Gewerbe und des gesamten Bauwesens, ernannte König Friedrich Wilhelm III. durch Kabinettsorder vom Dezember 1824 „den wirklichen Geheimen Ober-Regierungsrath und General-Handelskommissarius Kunth zum Mitgliede des Staatsraths“ und ordnete ihn an „Stelle des Geheimen Ober-Finanzraths von Beguelin der Abtheilung für Gewerbe und Handel“ im Staatsrat zu.
1806 heiratete er Margaretha Marawiakowska (nach anderen Quellen: Malgorzata Mankwiatowska) (1783?–1863), mit der er vier Kinder hatte: Adelheid Sigismunde Elisabeth Kunth (1808–1834), Bertha Kunth (1810–1879), Heinrich Kunth (1811–1850) und Adalbert Sigismund Ernst Kunth (1814–1858). Sie war zuvor mit Zacharias Werner verheiratet gewesen. Kunth hatte sich dafür eingesetzt, dass das Ehepaar Werner von Warschau nach Berlin kam, wo die beiden sich dann scheiden ließen. Ein Neffe war der Botaniker Karl Sigismund Kunth (1788–1850), Mitarbeiter am amerikanischen Reisewerk von Alexander von Humboldt und Aimé Bonpland.
Bestattet wurde Kunth seinem Wunsch folgend in der Nähe der Grabstätte der Familie von Humboldt im Park von Schloss Tegel. Seit 1993 erinnert ein Gedenkstein an der Zufahrt zum Schloss an den Pädagogen. Seit Januar 2006 ist der Kundtanger im Lichtenberger Ortsteil Falkenberg nach ihm benannt. Die Straße gehört zur Siedlung Wohnen am Gehrensee, in der verschiedene Straßen Namen nach Freunden und Wegbegleitern der Familie Humboldt erhielten.